# Lulworth
Lulworth – wieś w Anglii, w hrabstwie Dorset. Leży 16 km na południowy wschód od miasta Dorchester i 179 km na południowy zachód od Londynu.